# Дістрикт-Гайтс (Меріленд)
Дістрикт-Гайтс (англ. District Heights) — місто (англ. city) в США, в окрузі Графство принца Георга штату Меріленд. Населення — 5959 осіб (2020).

## Географія
Дістрикт-Гайтс розташований за координатами 38°51′33″ пн. ш. 76°53′17″ зх. д. / 38.85917° пн. ш. 76.88806° зх. д. (38.859207, -76.888112).  За даними Бюро перепису населення США в 2010 році місто мало площу 2,40 км², з яких 2,40 км² — суходіл та 0,00 км² — водойми. В 2017 році площа становила 2,24 км², уся площа — суходіл.

## Демографія
Згідно з переписом 2010 року, у місті мешкало 5837 осіб у 2050 домогосподарствах у складі 1505 родин. Густота населення становила 2432 особи/км².  Було 2212 помешкання (922/км²).
Расовий склад населення:
| - 90,1 % — чорних або афроамериканців - 6,0 % — білих - 0,6 % — азіатів - 0,2 % — корінних американців - 1,1 % — осіб інших рас |

До двох чи більше рас належало 1,9 %. Частка іспаномовних становила 3,7 % від усіх жителів.
За віковим діапазоном населення розподілялося таким чином: 26,3 % — особи молодші 18 років, 63,7 % — особи у віці 18—64 років, 10,0 % — особи у віці 65 років та старші. Медіана віку мешканця становила 35,8 року. На 100 осіб жіночої статі у місті припадало 85,2 чоловіків;  на 100 жінок у віці від 18 років та старших — 78,3 чоловіків також старших 18 років.
Середній дохід на одне домашнє господарство  становив 75 055 доларів США (медіана — 65 732), а середній дохід на одну сім'ю — 80 237 доларів (медіана — 74 314). За межею бідності перебувало 8,8 % осіб, у тому числі 14,1 % дітей у віці до 18 років та 7,0 % осіб у віці 65 років та старших.
Цивільне працевлаштоване населення становило 2758 осіб. Основні галузі зайнятості: освіта, охорона здоров'я та соціальна допомога — 24,7 %, публічна адміністрація — 19,0 %, науковці, спеціалісти, менеджери — 14,6 %, роздрібна торгівля — 10,6 %.